# لوکاس ریبیرو
لوکاس ویلیام ریبیرو کاستا (متولد ۹ اکتبر ۱۹۹۸) یک فوتبالیست حرفه‌ای برزیلی است که به عنوان مهاجم برای باشگاه ماملودی ساندونز آفریقای جنوبی بازی می‌کند. او به عنوان یکی از بهترین بازیکنان لیگ برتر آفریقای جنوبی شناخته می‌شود و به خاطر دریبل، شوت، پاس و سرعتش شناخته می‌شود.
از باشگاه‌هایی که در آن بازی کرده‌است می‌توان به ماملودی سانداونز اشاره کرد.
وی همچنین در تیم ملی فوتبال زیر ۲۰ سال برزیل بازی کرده‌است.